# Paroecus charpentierae
Paroecus charpentierae är en skalbaggsart som beskrevs av Jean François Villiers 1971. Paroecus charpentierae ingår i släktet Paroecus och familjen långhorningar. Inga underarter finns listade i Catalogue of Life.